# الشركة السعودية للكهرباء
الشركة السعودية للكهرباء (بالإنجليزية: Saudi Electricity Company)، هي شركة مساهمة سعودية عملاقة متخصصة في إنتاج ونقل وتوزيع الكهرباء في المملكة العربية السعودية. تعد أكبر شركة في مجال الطاقة الكهربائية في منطقة الشرق الأوسط وشمال إفريقيا، ساهمت في تقدم ترتيب المملكة في مجال الحصول على الكهرباء لقطاع الأعمال إلى المرتبة 18 بين 190 دولة وفق تقرير ممارسة الأعمال 2020 الصادر عن البنك الدولي، وذلك من خلال تقليصها عدد إجراءات الحصول على الكهرباء إلى إجرائين إثنين، وتخفيض مدة إيصال الخدمة إلى سبعة أيام، بالإضافة إلى تقليل التكلفة على المشتركين الجدد من خلال خدمة «برق» وتطبيق نظم المعلومات الجغرافية GIS لتقليل عدد زيارات الموقع، واستحداث مراكز لمتابعة الطلبات.
في عام 2024، رفعت وكالة فيتش الدولية التصنيف الائتماني للشركة من "A" إلى "A+" مع نظرة مستقبلية مستقرة، وهو ما يعكس الدعم الحكومي القوي للشركة ودورها المحوري في تحقيق أهداف رؤية المملكة 2030. تمتلك الحكومة السعودية 81% من أسهم الشركة، مما يعزز مكانتها كأحد الأصول الاستراتيجية للدولة.
المصدر: تصنيف وكالة فيتش الدولية
كما أدرجت مجلة فوربس الشركة السعودية للكهرباء في المرتبة السابعة ضمن أقوى 100 شركة في الشرق الأوسط لعام 2023، بقيمة سوقية بلغت 27.3 مليار دولار، وإيرادات سنوية وصلت إلى 19.2 مليار دولار، وصافي أرباح قدره 4 مليارات دولار.
المصدر: تصنيف مجلة فوربس

## النشأة والتاريخ
- أسست الشركة في الخامس من أبريل لعام 2000،[7] بعد دمج أربع شركات موحدة للكهرباء تعمل في المناطق الإدارية الرئيسة الأربع في المملكة بالإضافة إلى عشرة شركات لإنتاج الكهرباء تعمل في منطقة الحدود الشمالية للبلاد، إضافة للعمليات التشغيلية لإنتاج الكهرباء التابعة للمؤسسة العامة للكهرباء.
- يبلغ عدد مشتركيها حوالي 10,3 مليون مشترك. تملك الحكومة السعودية 74.3% من رأسمالها وشركة أرامكو السعودية 6.9% فيما يقع تداول الباقي في البورصة السعودية.
- في 24 سبتمبر 2024م وافق مجلس إدارة الشركة على قبول استقالة الرئيس التنفيذي للشركة المهندس خالد بن حمد القنون من منصبه اعتباراً من تاريخ 25 سبتمبر 2024 والموافقة على تكليف المهندس خالد بن سالم الغامدي بمهام الرئيس التنفيذي ابتداءً من 25 سبتمبر 2024.[8]

## أنشطة الشركة الرئيسية
يتمثّل نشاط الشركة الرئيسي، في توليد ونقل وتوزيع الطاقة الكهربائية، حيث تعتبر الشركة المنتج الرئيسي للطاقة الكهربائية في جميع أنحاء المملكة العربية السعودية، وتقدم خدماتها لمختلف القطاعات الحكومية والصناعية والزراعية والتجارية والسكنية.
توليد الطاقة الكهربائية
يُعدُّ نشاط توليد الطاقة الكهربائية نشاطاً رئيسياً في الشركة، مهمته توفير طاقة وقدرات توليد كهربائية كافية باستخدام تقنيات الإنتاج ذات الموثوقية العالية والجاهزية المرتفعة لمقابلة الطلب المتزايد على الطاقة الكهربائية مع السعي إلى الاستغلال الأمثل للموارد، واستثمار جميع الإمكانات للوصول إلى الهدف الرئيسي الذي تسعى إليه الشركة، والمتمثل في خفض تكلفة إنتاج الطاقة الكهربائية.

### نقل الطاقة الكهربائية
هو نشاط رئيسي للشركة، تتولاه الشركة الوطنية لنقل الكهرباء، التي تم تأسيسها في عام 2012، ومهمته نقل الطاقة الكهربائية من محطات التوليد إلى شبكات التوزيع، وتشغيل وصيانة منظومة نقل الكهرباء جهد 110 كيلو فولت ولغاية 380 كيلو بكفاءة اقتصادية. ويستخدم أعلى المعايير العالمية وأفضل الممارسات؛ لتقديم خدمات موثوقة وفعالة من حيث التكلفة للعملاء. ويبلغ إجمالي أطوال خطوط شبكات النقل 89,162 كلم دائري، تنقل الطاقة الكهربائية لنحو 10,3 مليون مشترك، في أكثر من 13 ألف مدينة ومحافظة وقرية وهجرة وتجمع سكني حول المملكة، وفق أعلى معايير السلامة العالمية والجودة.
التوزيع وخدمات المشتركين
هو نشاط رئيسي، مهمته استلام الطاقة من شبكات النقل وتوزيعها، وتزويد المشتركين بخدمة كهربائية مأمونة ذات موثوقية عالية، مع تطوير مستوى الخدمات المقدمة لهم. ويعمل النشاط على إصدار وتوزيع فواتير استهلاك الطاقة الكهربائية على المشتركين، وينفذ خططه وبرامجه السنوية؛ لتقديم خدمات ذات مستويات عالية الجودة، من خلال استخدام أحدث التقنيات المتطورة وتسهيل إجراءات الحصول على الخدمة. وتشمل خطط النشاط عدداً من المرتكزات والأهداف ومعايير الأداء، منها: رفع معدلات توصيل الخدمة الكهربائية للمشتركين الجدد في المدن والقرى والتجمعات السكانية، والتحسين المستمر لشبكات التوزيع؛ لضمان أدائها بالمستوى المأمول، ورفع كفاءة الطاقة، وتسهيل إجراءات توصيل الخدمة الكهربائية وتبسيطها، وتطوير مراكز خدمة المشتركين وتطبيق أحدث التقنيات، وتطوير مهارات الموظفين في احتساب استهلاك المشتركين وقراءة الفواتير، والاهتمام المستمر برفع كفاءة وأداء موظفي الخطوط الأمامية.

## المساهمين
تلتزم الشركة بلوائح وتعليمات هيئة السوق المالية، وتتقيد بتعليمات الإفصاح والشفافية الواردة في المادة (43) من قواعد التسجيل والإدراج ولائحة حوكمة الشركات الصادرة عن هيئة السوق المالية. وتعمل الشركة على تحقيق تطلعات المساهمين وتنمية حقوقهم وتسهيل حصولهم على المعلومات، وتولي تعزيز جودة الإفصاح عن النتائج المالية والتطورات المهمة والتغيرات الجوهرية اهتماماً بالغاً، مركزة على عامل التوقيت وطريقة إيصالها إلى المساهمين.

## الفاتورة الثابتة
هي خدمة مجانية لجميع المشتركين ما عدا فئة «الحكومي»، تهدف إلى تسهيل عملية دفع قيمة الفاتورة الكهربائية، من خلال تسديد قيمة ثابتة شهرياً، تمثل متوسط الاستهلاك عن الـ 12 شهراً السابقة للاشتراك في الخدمة؛ حيث يدفع المشترك مبلغاً شهرياً ثابتاً ليتمكن من تخصيص ميزانية محددة للخدمة الكهربائية؛ تحسباً لأي ارتفاع في معدل استهلاكه خاصة في الصيف.

## توطين صناعات الكهرباء
اعتمدت الشركة استراتيجية توطين صناعات الكهرباء، التي تهدف إلى زيادة المحتوى المحلي وتوطين الصناعة؛ لخلق القيمة المضافة إلى الاقتصاد الوطني، وتشمل الاستراتيجية ثلاث مبادرات رئيسية:
الأولى: وضع سياسات وآليات تحفيز للمقاولين.
الثانية: وضع سياسات وآليات تحفيز للمصانع المحلية.
الثالثة: تحديد فرص التوطين في صناعات المواد.

## المحافظة على البيئة
تعتبر الشركة السعودية للكهرباء، من أكبر منتجي الطاقة الكهربائية على مستوى الشرق الأوسط، ورغم التحديات الكبيرة لتلبية الطلب المتزايد على الكهرباء، وما يصاحب ذلك من تأثيرات بيئية على المستويين المحلي والإقليمي، فإنها ملتزمة بالتقليل، قدر الإمكان، من هذه التأثيرات، مع الامتثال للقوانين واللوائح البيئية، للحد من التلوث وحماية البيئة والصحة العامة، بما يدعم التنمية المستدامة، ولا يؤثر على التزام الشركة بتوفير احتياجات عملائها من الطاقة.

## مجلس الإدارة
| الاسم                              | المنصب                 | منذ | مصدر   |
| ---------------------------------- | ---------------------- | --- | ------ |
| معالي الدكتور نجم بن عبدالله الزيد | رئيس مجلس الإدارة      |     | [ 12 ] |
| الدكتور رائد بن ناصر الريس         | نائب رئيس مجلس الإدارة |     | [ 12 ] |
| الأستاذ وليد بن إبراهيم شكري       | عضو مجلس الإدارة       |     | [ 12 ] |
| المهندس سكوت ماثيو بروتشازك        | عضو مجلس الإدارة       |     | [ 12 ] |
| المهندس عبدالعزيز بن أحمد النعيم   | عضو مجلس الإدارة       |     | [ 12 ] |
| الأستاذ تشونج سيونج                | عضو مجلس الإدارة       |     | [ 12 ] |
| الأستاذ خالد بن سالم الرويس        | عضو مجلس الإدارة       |     | [ 12 ] |
| الدكتور محمد بن سعيد عويض          | عضو مجلس الإدارة       |     | [ 12 ] |
| الأستاذ محمد بن عبدالرحمن البليهد  | عضو مجلس الإدارة       |     | [ 12 ] |